# New Pine Creek (Oregon)
New Pine Creek – jednostka osadnicza w Stanach Zjednoczonych, w stanie Oregon, w hrabstwie Lake.